# Gina Lollobrigida
Luigina Lollobrigida (Subiaco, 1927. július 4. – Róma, 2023. január 16.) Golden Globe-díjas olasz színész, énekes, fotóművész. Művészneve Luigina keresztneve rövid alakja, közismert beceneve Lollo. Az 1950-es évek és 1960-as évek egyik legnépszerűbb filmcsillaga és szexszimbóluma volt világszerte. Az „isteni Lollo”-nak nevezték, egyesek a világ legszebb asszonyaként hivatkoztak rá.
Elsősorban temperamentumos, jellegzetes olasz leányfigurákat formált meg vonzó könnyedséggel, játékos természetességgel – mint azt az Új Filmlexikon is megírja róla. Lényében vadság és gyengédség, ártatlanság és sugárzó erotika keveredett a dél-olasz temperamentummal. A film krónikája című, az egyetemes filmművészetről szóló összegző munka Lollobrigidát „a déli tűz megtestesítőjeként” aposztrofálja. Nevezték a Nemzet Ginájának (Gina Nazionale), „az olasz szépség őstípusának” (Alberto Moravia), egyik legemblematikusabb filmalakítása miatt pedig „a római lánynak”.
Noha jellemábrázoló képességei vitathatatlanok, számos filmjében elsősorban külseje miatt szerepeltették a 20. század Mona Lisájaként is emlegetett színésznőt.
Filmpartnere, Humphrey Bogart egyszer úgy jellemezte őt, mint aki mellett „Marilyn Monroe is csak Shirley Temple-nek tűnt”. Sőt, amikor Lollobrigida Amerikában a népszerűsége csúcsán volt, és találkozott Marilyn Monroe-val, szőke pályatársa így bókolt neki: „Én vagyok az amerikai Lollo”.

## Pályafutása

### Színészként
Gyermekkorát három lánytestvérével együtt egy hegyi faluban töltötte. Rómában, a Képzőművészeti Akadémián festészetet és szobrászatot tanult. Fiatalon modellként kapott munkát, majd kisebb filmszerepekre is hívták, elsősorban operafilmekbe. Indult az 1947-es Miss Itália szépségversenyen, ahol harmadik helyezést ért el (a győztes, Lucia Bosé szintén jelentős színészi karriert futott be). Meghívást kapott Hollywoodba, egyes pletykák szerint azért, mert felkeltette a különc milliomos, Howard Hughes érdeklődését. Szakmailag azonban semmilyen előrelépést nem jelentett számára az amerikai tartózkodás, ezért 1949-ben hazatért.
A hollywoodi kitérő után az olasz filmesek egyre nagyobb és főleg egyre igényesebb szerepeket ajánlottak számára: Luigi Zampa, Mario Monicelli, Steno, Carlo Lizzani, Alessandro Blasetti és Pietro Germi irányítása alatt tanulta meg igazán pályája mesterfogásait. 1951-ben Carlo Lizzani a Bátrak csapata című, az olasz ellenállási mozgalomról szóló filmjében bízott rá drámai feladatot. Nemzetközi hírnevét mégis egy francia filmnek köszönheti: a vonzó, érzéki Adeline-t alakította Gérard Philipe oldalán a Királylány a feleségem (1952) című kalandfilmben. Ugyancsak Philipe-pel, abban az évben játszott René Clair Az éjszakai szépei című munkájában.
A következő évben May Britt, Marina Vlady, Anna-Maria Ferrero, Irene Papas mellett sokoldalú tehetségét bizonyította a Hűtlen asszonyok című filmben, amelyben a kikapós és felelőtlenségével tragédiát okozó Lulla Possentit személyesítette meg. Szintén 1953-ban egy, Mario Soldati rendezésében leforgatott Alberto Moravia-adaptációban, A vidéki lány című filmdrámában játszhatta el Gemma szerepét.

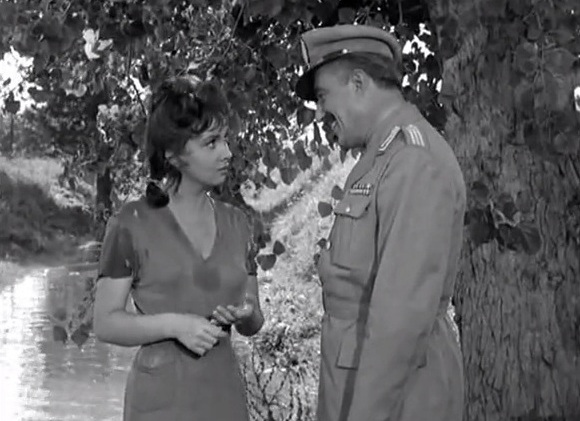
A Kenyér, szerelem, fantázia film Vadmacskája – a szerep, amivel Lollobrigida neve leginkább összeforrt; partnere: Vittorio de Sica

Az 1953-as év különösen fontos volt pályafutásában. Ekkor készült el Luigi Comencini Kenyér, szerelem, fantázia című vígjátéka is, az ún. "rózsaszín neorealizmus" jellegzetes terméke, melyben kiugró sikert aratott, és hosszú évekre a közönség egyik legnagyobb kedvencévé vált. Az ízig-vérig olaszos temperamentumú, szép és vadóc Maria, azaz a Vadmacska szerepét „mintha ráírták volna”, egyéniségéből, lenyűgöző bájából és szenvedélyességéből sokat megmutathatott. Lollobrigida egy, a The New York Timesnak adott interjújában később azt nyilatkozta, hogy a Kenyér, szerelem, fantázia című film volt a legkedvesebb filmje. "A karakter úgy illett rám, mint a kesztyű. Csupa tűz volt. Akárcsak én."
Időközben a hollywoodi karrierje is beindult, elsőként John Huston Afrika kincse (1953) című alkotásában jutott lehetőséghez Humphrey Bogart partnereként.
Hazájában A római lány (1955) című, a Mussolini-féle fasiszta Olaszországban játszódó Alberto Moravia-regény Luigi Zampa-rendezte filmváltozatában nagy drámai erővel alakította a főszerepet. Ennek a filmnek a hősnője: a gyarlóságában is csupa érzés, csupa emberség Adriana csak normális családi életre: férjre, gyerekre vágyik, a körülmények szorításában mégis utcalány lesz belőle, s az ellenállási mozgalomban résztvevő, de árulóvá váló szerelmét is elveszti végül.
Comencini újabb filmjében, a Kenyér, szerelem, féltékenységben (1954) ismét eljátszotta Maria, a Vadmacska szerepét. A harmadik rész kapcsán állítólag elfogadhatatlan anyagi követelésekkel állt elő, ezért Sophia Lorent szerződtették helyette. A két színésznő között egy szerencsétlen megjegyzés miatt kirobbant „háború” évekig témát adott a bulvársajtónak. Maga Lollobrigida erről a Corierre della Serrának adott interjújában ezt mondta: „Nem volt szükségem arra, hogy bárkivel rivalizáljak. Én voltam a numero uno… Nem támogatott producer. Mindent magam értem el”.
Nemzetközi karrierjének további sikeres darabjai az 1950-es évek második feléből: a Lina Cavellieri operaénekesnőnek emléket állító A világ legszebb asszonya (1956); a Trapéz két férfi között ingadozó szép és ambiciózus artistalánya (1956); továbbá A párizsi Notre-Dame (1956), amelyben a tragikus sorsú cigánylány, Esmeralda szerepében tündökölt, valamint a Salamon és Sába királynője címszerepe (1959).
Jules Dassin A törvény (1959) című filmdrámájában egy, a Kenyér, szerelem…-sorozat Vadmacskájához hasonló szerepet bízott Lollobrigidára a rendező: a büszke, vadóc, a férfiak által körülrajongott, ám magát senkinek alávetni nem hajlandó Mariettáét. Férfipartnerei Yves Montand és Marcello Mastroianni voltak. A film másik női sztárja pedig Melina Mercouri.
Az 1960-as években is voltak emlékezetes szerepei: az Őrült tenger (1963) című komédiában Jean-Paul Belmondo mellett játszott, aki később szeretettel emlékezett vissza rá, ám a Gyilkosság a hajón (1964) című krimi forgatásán – amelyben egy, a jobb élet reményében az olaszországi szegénységből Angliába jött ápolónőt alakított – megromlott a kapcsolata Sean Conneryvel. A skót színész ugyanis az egyik jelenet felvétele közben túl erősen vágta pofon kolléganőjét, akinek felrepedt az ajka. A haragos színésznőt óriási rózsacsokorral sem lehetett kiengesztelni. Emlékezetesen formálta meg Napóleon húgát, Pauline Bonapartét a Császári Vénusz (1963) című filmben, s Alessandro Blasettinek az emberi önzést pellengérre állító társadalomrajzában, az Én, én, én… és a többiekben (1965) is megállta a helyét.

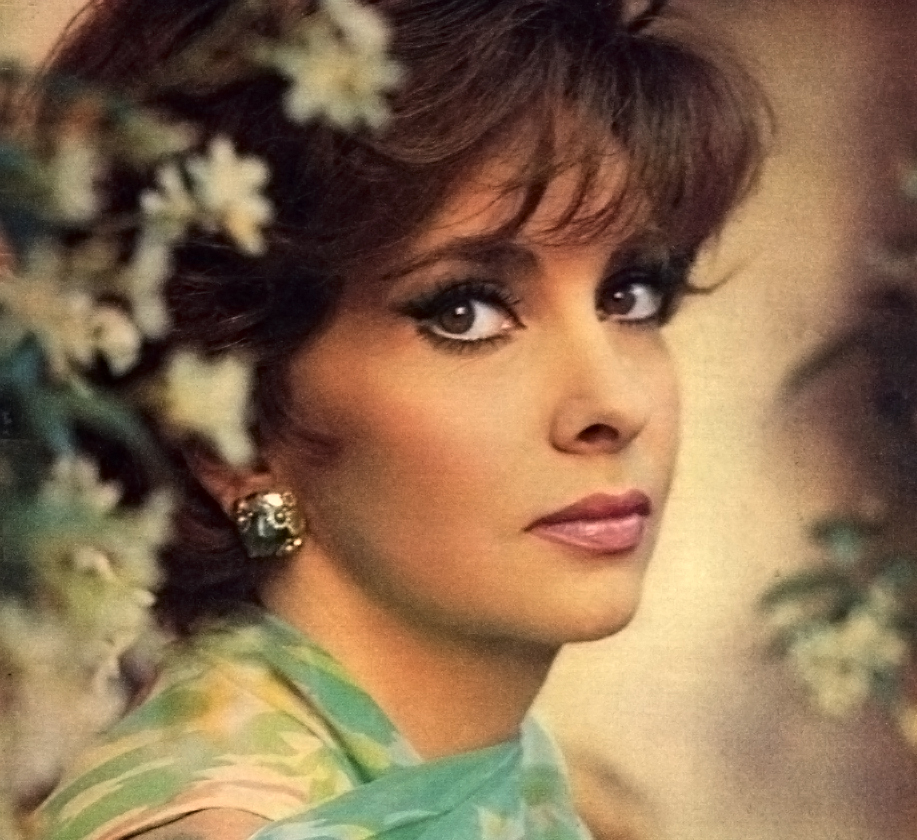
1965-ben

Szerelemsóvár, s a kiszemelt fiatal férfi megszerzése érdekében különböző trükköket is bevetni kész szépasszonyként tűnt fel a Cicababák (1965) című szkeccsfilm Boccaccio-novella alapján készült epizódjában. Az olasz cenzúra erkölcstelenség címén eljárást indított ellene.
Remekelt a Jó estét, Mrs. Campbell! (1968) című vígjáték főszerepében is, ahol egyszerre három amerikai katonát pumpolt 20 éven át gyerektartás címén, mert maga sem tudta, melyik az igazi apa, mígnem egy veterántalálkozón kiderült a turpisság. Könnyedsége, természetessége és humora kitűnően érvényesült Mrs. Campbellként. Karakteréből minden színt, minden ízt kihozott: a vérbő olasz nőt, a számító üzletasszonyt és a szende ártatlanságot. Ez volt az utolsó, igazán sikeres filmje. A Film, színház, muzsika kritikusa a filmmel kapcsolatban leszögezte, hogy ez az amerikai komédia "olaszabbra sikerült egy olasz filmnél", és a címszereplő Gina Lollobrigida a viharzó komédia tengelyében "ma is olyan szép és temperamentumos, amilyen régi sikereinek teljében volt.”
1969-ben ugyan még tovább öregbítette színészi hírnevét azzal, hogy tv-műsorában megelevenítette a történelem nagy asszonyalakjait, az 1970-es évek elején viszont bejelentette, hogy visszavonul a filmvilágtól, és a fotózásnak szenteli minden energiáját. Italia mia címmel 1973-ban kiadott egy fotóalbumot. Hírességeket is fotózott, nagy visszhangja volt Fidel Castro kubai vezetővel készített interjújának.
Pályamódosítása után sem utasított vissza néhány televíziós felkérést: a Falcon Crest című amerikai szappanopera esetében a felajánlott gázsi is sokat nyomott a latban, A római lány 1988-as tévéváltozatában viszont arra kapott lehetőséget, hogy bő három évtizeddel a címszerepben nyújtott alakítása után az anya szerepét játssza el.
Lollobrigida Magyarországon is hatalmas sztár volt. Fotóit rendszeresen közölte a Film, színház, muzsika. Ám – mint azt Sándor Iván, a jeles író és színikritikus egy interjújában elmesélte – amikor a lap fürdőruhás Lollobrigida-képet is lehozott, Aczél Györgyék még ezért is letelefonáltak. Ez nem fért bele a szocialista erkölcsbe.
Több ízben járt Magyarországon. Első, egyben legemlékezetesebb fellépése a Magyar Televízió 1972-es szilveszteri műsorában volt, ahol Antal Imrével és Vitray Tamással táncra is perdült. 2005-ben ő volt a budapesti Operabál díszvendége.

### Más művészeti ágakban
A világ legszebb asszonya című filmjében ő maga énekelte Giacomo Puccini: Tosca című operájából Tosca imáját, mint azt a film stáblistáján külön fel is tüntetik – operaénekesnői színvonalon. Tánctudása is kimagasló volt, több filmjében is bravúros táncjelenetekkel ejtette csodálatba a közönséget.
Az 1970-es években a fotográfia felé fordult a figyelme. Elsősorban az olasz táj, az olasz emberek érdekelték, ám emellett portréfotókat is készített: olyan hírességek álltak kamerája elé, mint Jurij Gagarin, a világ első űrhajósa, Salvador Dali, Henry Kissinger, Ella Fitzgerald, Audrey Hepburn és Grace Kelly, az amerikai filmsztárból lett monacói hercegné. 1980 őszén Lollobrigida fényképeiből kiállítást rendeztek a rangos párizsi Musée Carnavelet-ban. „Olyan szeme van, mint Cartier-Bressonnak, tehetséges, teli van energiával, és a fényképei elsöprő erejűek. Igazán nagy művész” – lelkesedett a Le Monde.
Később a fotózás hátrébb szorult az életében és művészi ambícióit a szobrászatban élte ki. Szobrot készített a sevillai világkiállítás olasz pavilonja számára, ami egy sas hátán lovagló gyermeket ábrázolt, és az ember és természet harmóniáját volt hivatott kifejezni. (Ezt a Living Together című alkotást később szülővárosának, Subiacónak adományozta.) Szobrászként jegyzett alkotásai számos nemzetközi kiállításon szerepeltek, a kritikusok szerint Jeff Koons látásmódjával mutatnak rokonságot.

## Közéleti szerepvállalása
Talán azért, mert családja minden vagyonát elvesztette a második világháború során, s így ő maga is nélkülözésnek volt kitéve, Lollobrigida, amikor már megtehette, jelentős összegeket fordított jótékonyságra. Egy árverésen az ékszerei 5 millió dollárért keltek el, a bevételt teljes egészében őssejtkutatásra fordította. Dolgozott az ENSZ Gyermekalapjának: az UNICEF-nek, illetőleg Élelmezésügyi és Mezőgazdasági Világszervezetének (FAO) a jószolgálati nagyköveteként is.
1999-ben kóstolt bele először a politikába, ám az európai parlamenti képviselőségért indított kampánya Romano Prodi baloldali volt miniszterelnök pártjának színeiben kudarcot vallott, nem szerzett mandátumot.
Még élete alkonyán, 95 évesen is törekedett arra, hogy politikai szerepvállalásával az olasz nép javát szolgálja. Azért akart az euroszkeptikus ISP szenátora lenni, mert elege lett a folyton civakodó és a kisemberek gondjával mit sem törődő olasz politikusokból. A Corierre della Serrának adott interjújában azt mondta, hogy Mahatma Gandhi erőszakmentes mozgalma inspirálta.

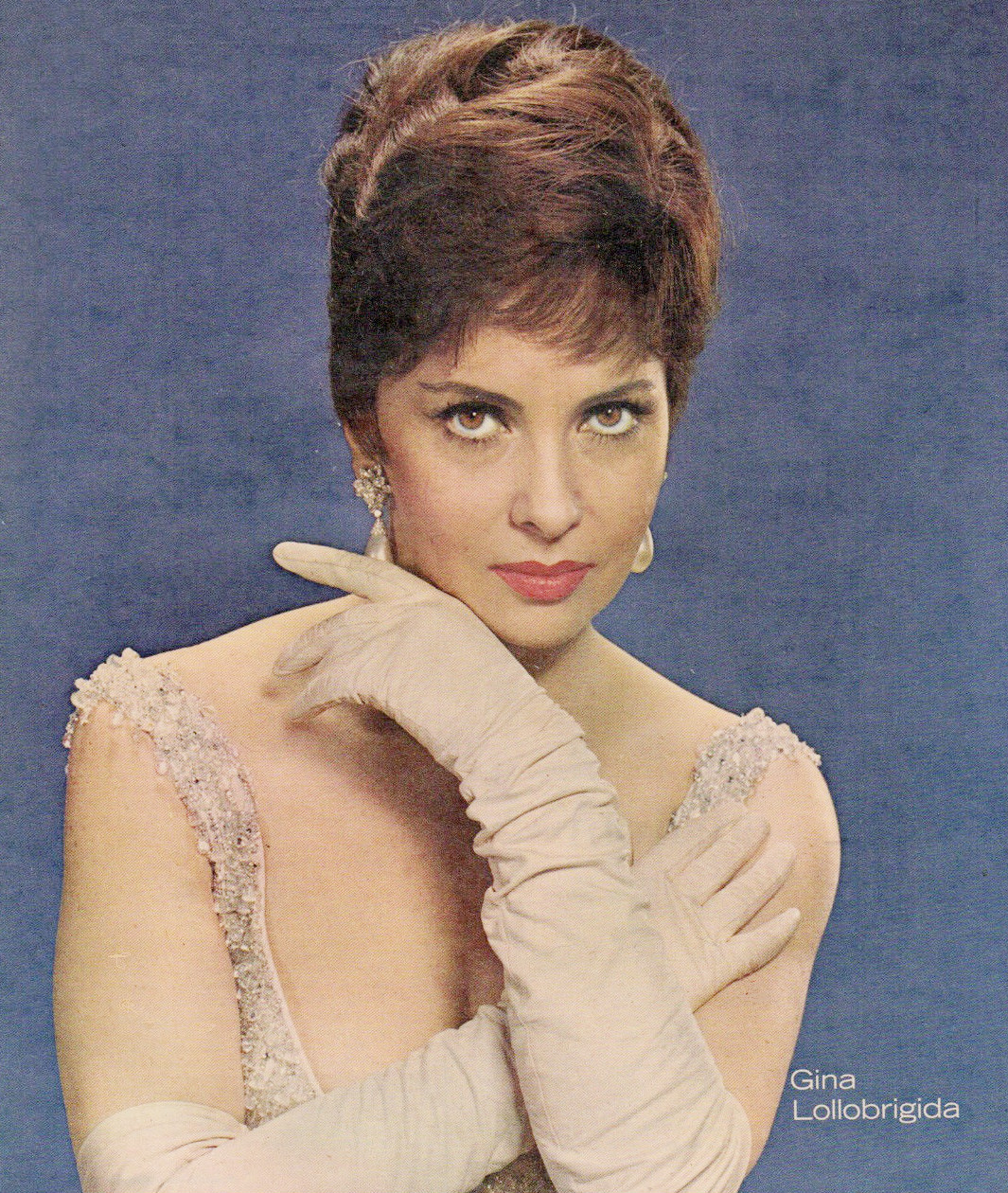
Gina Lollobrigida sztárfotója

## Divatikonként
A sztár nagy hatást gyakorolt a divatra. Nyilvános megjelenésein mindig ügyelt rá, hogy a ruházata, frizurája kifogástalan legyen. Személyes ízléséről sokat elárul, hogy szerette a nemesprém-bundákat, a rafinált szabású hímzett és az ocelotmintás ruhákat, a tolldíszítést, a csipkemintázatot.
Nagy port vert fel az az eset, amikor a moszkvai filmfesztiválon (1961) mind Lollobrigida, mind Elizabeth Taylor ugyanabban a Dior-kreációban jelent meg. Profi módon kezelték a dolgot, mosolyogtak, nevettek, de ezután a malőr után mindketten elpártoltak a Dior-divatháztól.
„Gina Lollobrigida nőiessége örök, remekül fest, stílusával pedig tökéletesen képviseli a kifinomult eleganciát. Az olasz színésznőnek a vérében van a divat, nem tud hibázni, még a feltűnőbb darabokban sem túlzó vagy mesterkélt a megjelenése. Mind a mai napig imádja a nőies részleteket, a csipkét, a finom anyagokat, ám ma már egy visszafogottabb, érett nőhöz illő formába csomagolja.” – írja stílusáról egy divatmagazin.

## Magánélete

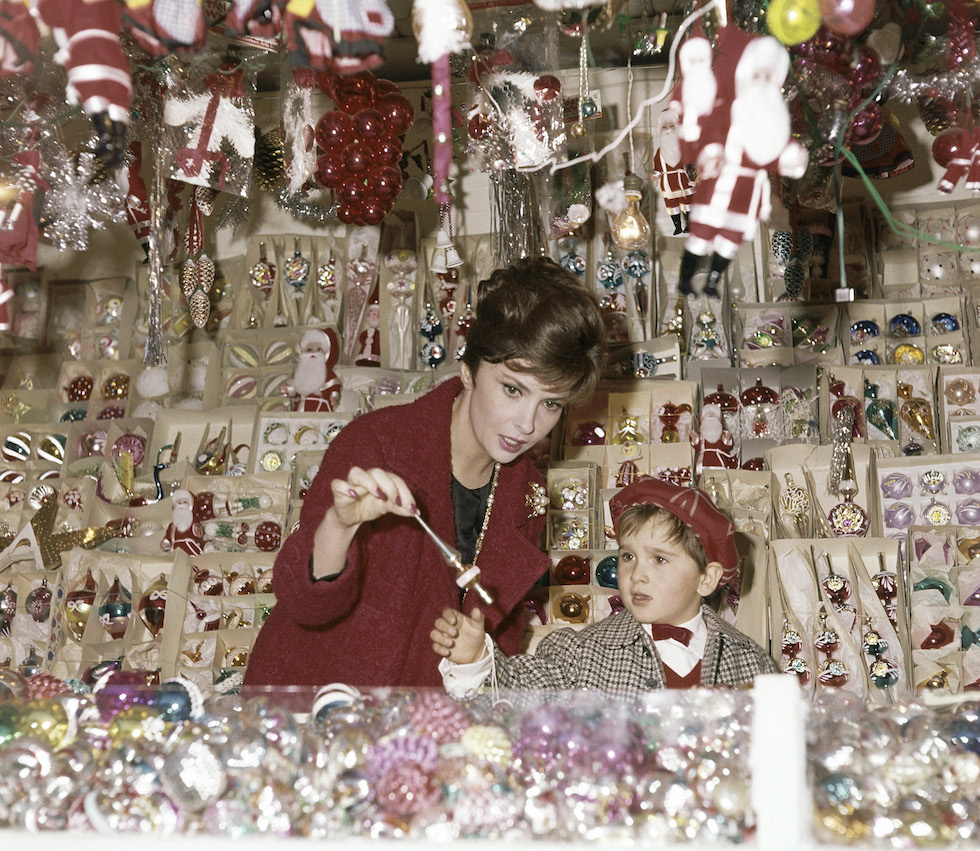
Kisfiával 1962 karácsonyán

1949-ben ismerkedett meg Milko Škofič szlovén orvossal, akihez még abban az évben feleségül ment. 1971-ben válással végződött házasságukból egy fiúgyermek született.
A nyilvánosság előtt is felvállalt kapcsolata volt Christiaan Barnarddal, a híres szívspecialistával, aki az első, emberen végrehajtott szívátültetéssel szerzett világhírnevet és elismertséget. A kubai pártvezetővel, Fidel Castróval is hírbe hozták.
2006 decemberében másodszor is férjhez akart menni. A vőlegény (Javier Rigau y Rafols) egy 34 évvel fiatalabb férfi lett volna, aki még Lollobrigida fiánál is fiatalabb: a pár 1984 óta ismerte egymást. Lollobrigida 2006-ban 49 éves fia minden esetre az első meglepetés után gratulált édesanyjának, és sok boldogságot kívánt neki, akárcsak a vőlegény édesanyja. A médiában viszont gúnyos megjegyzések is elhangzottak a tervezett esküvővel kapcsolatban, ezért a vőlegény végül lefújta a lagzit. A lakodalomra New Yorkban került volna sor, a meghívottak között Silvio Berlusconi, volt olasz kormányfő is szerepelt.
A történet ezzel nem zárult le. Javier Rigau y Rafols 2013-ban aláíratott vele egy felhatalmazást, amellyel a spanyol törvények értelmében a távollétében is feleségül vehette. Lollobrigida csalás miatt beperelte a férfit, de elutasították a keresetét, viszont a Vatikán érvénytelenítette a házasságot.

### Halála
Halálhírét Gennaro Sangiuliano olasz kulturális miniszter így kommentálta: „Ég veled, nagy vásznak dívája, az olasz filmművészet főszereplője! A varázsod örök marad. Ciao, Lollo.” Sophia Loren is megszólalt. Azt mondta, hogy „mélyen megrendült és elszomorodott" Lollobrigida halálhíre miatt.
Temetésén az olasz állam a legmagasabb szinten képviseltette magát. Jelen volt Giorgia Meloni, olasz kormányfő. Miután a ravatalozóban lerótta tiszteletét, így fogalmazott: „Köszönet Olaszország nevében mindazért, amit a világért tett”.
A 80. Velencei Nemzetközi Filmfesztivál a 2023 januárjában elhunyt Lollobrigida előtt tiszteleg: a megnyitó előtti napon, 2023. augusztus 29-én levetítik Orson Welles rövidfilmjét, amelyet 1968-ban forgatott az olasz díváról. Az amerikai rendező a rövidfilmet Lollobrigida inspirálta személyes esszének nevezte. Mégis, amikor Lollobrigida 1986-ban Velencében megnézte az akkor először a közönség elé került portréfilmet, állítólag megpróbálta betiltatni.

## Ismert mondásai
„Én egy vulkán vagyok. Bármit csináljak is, azt szenvedéllyel, tűzzel és teljes erőbedobással teszem.”

– 

„Utólag már tudom, hogy a szex, a vak szerelem és a szenvedély sokszor távol tartottak az igazán fontos dolgoktól. Az én szerelmem ma a szobrászat, a színház és a fényképészet.”

– 

„Mindannyian azért születtünk, hogy meghaljunk. A különbség köztünk az, mit választunk, milyen intenzitással éljük az életünket.”

– 

## Érdekességek
- Vittorio de Sica így bátorította a filmen eleinte csak statisztaszerepekhez jutó, ismeretlen falusi lányt: „Szereted a festészetet, a szobrászatot. Ha ugyanennyit tudsz adni magadból a filmnek is, menni fog.”[19]
- Legendás karcsúságát a fölreppenő pletykák azzal magyarázták, hogy kivetette a lengőbordáját.[57]
- Filmjeiben sosem vállalt szexjelenetet. Aktfotózásra is hiába próbálták rávenni.
- Énekesnőként sem volt sikertelen. Roma, Roma, Roma című slágerét 1969-ben vették lemezre.[58]
- Az 1962-es Velencei Filmfesztiválon, ahol egy káprázatos Bulgari-smaragdnyaklánccal a nyakában vonult be, tíz testőr vigyázta minden lépését.[59]
- Lollobrigida napjaink színésznői közül Monica Belluccit tartotta a legtöbbre.[16] Belluci sem fukarkodott az elismeréssel, ha Lollobrigidáról volt szó. Egyszer ezt nyilatkozta: „Ha francia lennék, valószínűleg Catherine Deneuve vagy Brigitte Bardot lenne az ideális szépség számomra. De mivel olasz vagyok, nekem az igazi szépséget Gina Lollobrigida és Sophia Loren testesíti meg.”[60] (Érdekesség, hogy Bellucit a Kenyér, szerelem, fantázia Gina Lollobigidájaként, azaz Vadmacskaként is fotózták.)[61]
- Mind vonzerejére, mind önbizalmára jellemző, hogy filmpartneréről, Rock Hudsonról egyszer tréfásan megjegyezte: „Azonnal tudtam, hogy Rock Hudson homoszexuális, amikor nem szeretett belém”.[62]

## Filmjei

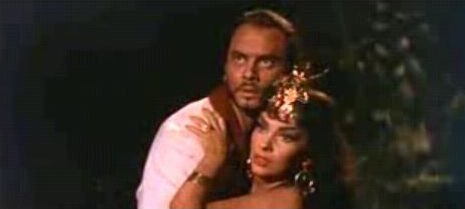
Egyik Hollywoodban forgatott filmjében: Salamon és Sába királynője (partnere Yul Brynner)

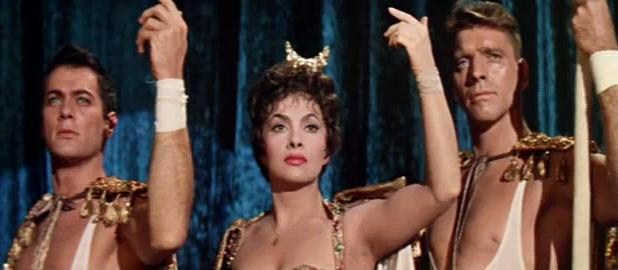
A Trapéz című filmben (partnerei Burt Lancaster, Tony Curtis)

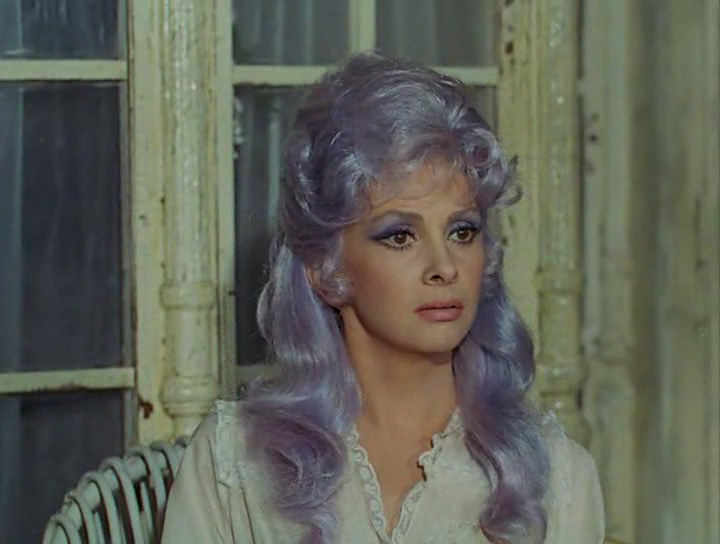
A Fatina Azzurra (Kék Tündér) szerepében a Pinokkió televíziós sorozatban (1972)

- 1946: Lammermoori Lucia (Lucia di Lammermoor) (nincs feltüntetve a stáblistán)
- 1946: Aquila nera
- 1946: Szerelmi bájital (L’elisir d’amore)
- 1947: A Giovanni Episcopo-bűntény (Il delitto di Giovanni Episcopo)
- 1947: A Man About the House
- 1947: Bajazzók (Pagliacci)
- 1947: Il segreto di Don Giovanni (nincs feltüntetve a stáblistán)
- 1949: A menyasszony nem tud várni (La sposa non può attendere)
- 1949: Cuori senza frontiere
- 1949: Follie per l’opera
- 1950: Kutyaélet (Vita da cani)
- 1950: Alina
- 1950: Campane a martello
- 1950: Miss Italia
- 1951: Achtung! Banditi!
- 1951: Amor non ho… però… però
- 1951: Enrico Caruso: A legendás hang (Leggenda di una voce)
- 1951: La città si difende
- 1951: Öt város meséje (A Tale of Five Cities)
- 1952: Királylány a feleségem (Fanfan la Tulipe)
- 1952: Az éjszaka szépei (Les belles de nuit)
- 1952: Moglie per una notte
- 1952: Régi idők (Altri tempi)
- 1953: Afrika kincse / Ördögi kör (Beat the Devil)
- 1953: Hűtlen asszonyok (Le infedeli)
- 1953: Kenyér, szerelem, fantázia (Pane, amore e fantasia)
- 1953: A vidéki lány (La provinciale)
- 1954: Kenyér, szerelem, féltékenység (Pane, amore e gelosia)
- 1954: Egy nap a bíróságon (Un giorno in pretura) (nincs feltüntetve a stáblistán)
- 1954: Il maestro di Don Giovanni
- 1954: Le Grand jeu
- 1955: A római lány (La romana)
- 1956: A párizsi Notre-Dame (Notre-Dame de Paris)
- 1956: A világ legszebb asszonya (La donna più bella del mondo)
- 1956: Trapéz (Trapeze)
- 1958: Első szerelem (Anna di Brooklyn)
- 1959: Elsöprő túlerő (Never So Few)
- 1959: A törvény (La legge)
- 1959: Salamon és Sába királynője (Solomon and Sheba)
- 1961: Menj meztelenül világgá! (Go Naked in the World)
- 1961: Mr. Szeptember (Come September)
- 1962: Ippolita szépsége (La bellezza di Ippolita)
- 1963: Császári Vénusz (Venere imperiale)
- 1963: Őrült tenger (Mare matto)
- 1964: Gyilkosság a hajón (Woman of Straw)
- 1965: Cicababák (Le bambole: a Monsignor Cupido című epizódban)
- 1965: Én, én, én… és a többiek (Io, io, io… e gli altri)
- 1965: Strange Bedfellows
- 1966: Hotel Paradiso
- 1966: Le piacevoli notti
- 1966: Les Sultans
- 1967: Cervantes
- 1968: Jó estét, Mrs. Campbell! (Buona sera, Mrs. Campbell)
- 1968: La morte ha fatto l’uovo
- 1968: Sör, lányok, háború (The Private Navy of Sgt. O’Farrell)
- 1968: Stuntman
- 1969: Gyönyörű november (Un bellissimo novembre)
- 1971: Bad Man’s River
- 1972: Király, dáma, bubi (King, Queen, Knave)
- 1972: Pinokkió (Le avventure di Pinocchio) (tévésorozat)
- 1973: Peccato mortale
- 1981: Falcon Crest (tévésorozat)
- 1985: Deceptions (tévéfilm)
- 1988: A római lány (La romana) (tévéfilm)
- 1995: 101 éjszaka (Les cent et une nuits de Simon Cinéma)
- 1996: Una donna in fuga
- 1997: Nagydarab és Kicsiagy (XXL)

## Fontosabb díjak és jelölések

### BAFTA-díj
- 1955: jelölés Kenyér, szerelem, fantázia (Pane, amore e fantasia), legjobb külföldi színésznő

### Bambi-díj
Megkapta: 1957, 1958, 1959, 1960, 1987 és 1990-ben

### David di Donatello-díj
- 1956: díj A világ legszebb asszonya (La donna più bella del mondo), legjobb színésznő
- 1986: különdíj, Medaglia d'oro del comune di Roma
- 1996: életműdíj
- 2006: jubileumi díj

### Ezüst Szalag díj
- 1954: Kenyér, szerelem, fantázia (Pane, amore e fantasia), legjobb színésznő
- 1963: Császári Vénusz (Venere imperiale), legjobb színésznő

### Golden Globe-díj
- 1961: Henrietta-díj, legnépszerűbb színésznő
- 1969: jelölés, Jó estét, Mrs. Campbell! (Buona sera, Mrs. Campbell), legjobb női alakítás vígjáték/musical kategóriában
- 1985: jelölés, Falcon Crest, legjobb női mellékszereplő tévésorozatban

## Magyarul megjelent fotóalbuma
- Gina Lollobrigida.szerk.: Alberto Moravia, Aczél Ferenc: Az én Itáliám – Gina Lollobrigida felvételei/Alberto Moravia bevezetőjével, fordította: Balabán Péter, Pődör László, Budapest: Corvina Könyvkiadó (1973)